# Shigemitsu Imai
Shigemitsu Imai (jap. 今井茂満, Imai Shigemitsu; * 1950) ist ein japanischer Badmintonspieler.

## Karriere
Shigemitsu Imai wurde 1975 nationaler japanischer Titelträger, wobei er im Mixed mit Mika Ikeda erfolgreich war. 1974 und 1975 wurde der für Kawasaki Rackets startende Imai mit Ikeda auch Titelträger bei den Erwachsenenmeisterschaften.

## Sportliche Erfolge
| Saison | Veranstaltung                 | Disziplin | Platz | Name                         |
| ------ | ----------------------------- | --------- | ----- | ---------------------------- |
| 1974   | Japan: Erwachsenmeisterschaft | Mixed     | 1     | Shigemitsu Imai / Mika Ikeda |
| 1975   | Japan: Erwachsenmeisterschaft | Mixed     | 1     | Shigemitsu Imai / Mika Ikeda |
| 1975   | Japan: Einzelmeisterschaften  | Mixed     | 1     | Shigemitsu Imai / Mika Ikeda |